# Грин, Дэнни (гангстер)
Дэ́ниэл Джон Па́трик Грин (англ. Daniel John Patrick Greene; 1933—1977), более известный как Дэнни Грин (Danny Greene) — американский гангстер ирландского происхождения, союзник кливлендского мафиози Джона Нарди во время криминальной войны по контролю за рэкетом в 1970-х годах. Соперничающие группировки установили более 36 бомб, большинство в машины, многие из которых достигли своей смертельной цели.

## Биография
Грин начинал свою криминальную карьеру в местном отделении Международного союза докеров, президентом которого он был избран в начале 1960-х годов. Затем Грин втянулся в рэкет и начал соперничать с местными итало-американскими «семьями» мафии. Он создал собственную группировку, назвав её Кельтским клубом. Грин погиб от взрыва бомбы, заложенной в машине 6 октября 1977 года, после посещения зубного врача.

## Отражение образа в искусстве
В 1998 году бывший полицейский Рик Поррелло (Rick Porrello) написал книгу «To Kill The Irishman: The War that Crippled the Mafia» о жизни Дэнни Грина, экранизированную под названием «The Irishman: The Legend of Danny Greene».
В 2010 году по книге Поррелло был снят художественный фильм «Ирландец».